# Hàn (Tây Chu)
Hàn (giản thể: 韩; phồn thể: 韓; bính âm: Hán), là một tiểu quốc chư hầu tồn tại vào thời kỳ Tây Chu và đầu thời Xuân Thu, tập trung quanh khu vực Hàn Thành thuộc tỉnh Thiểm Tây và Hà Tân thuộc tỉnh Sơn Tây ngày nay. Nước Hàn do một người con trai của Chu Vũ Vương lập nên, ông được sử sách gọi là Hàn hầu (韓侯) vào thế kỷ 11 TCN. Những vị vua nước Hàn mang tước hiệu hầu tước và mang họ Cơ (姬). Năm 757 TCN, Hàn bị Tấn chinh phục. Sau khi Tấn Vũ công thay thế Tấn hầu Dẫn làm vua nước Tấn, ông đã cấp đất Hàn cho Hàn Vạn (韓萬) vào thế kỷ 8 TCN. Hàn Vạn là tổ tiên các vua nước Hàn (403 TCN–230 TCN).